# 2736 Ops
2736 Ops este un asteroid din centura principală, descoperit pe 23 iulie 1979, de Edward Bowell.